# نوبوهيرو تاكيدا (لاعب ياباني)
نوبُهيرو تاكيدَ (باليابانية: 武田 亘弘) (22 مارس 1965 في أوساكا في اليابان – )؛ هو لاعب كرة قدم ياباني سابق كان يلعب كحارس مرمى.

## وصلات خارجية
- نوبوهيرو تاكيدا على موقع الاتحاد الدولي (مؤرشف)  (الإنجليزية)
- نوبوهيرو تاكيدا على موقع رابطة كرة القدم اليابانية للمحترفين (اليابانية)
- نوبوهيرو تاكيدا على موقع عالم كرة القدم.نت (الإنجليزية)